# Associazione Calcio Riunite Messina 1984-1985
Questa voce raccoglie le informazioni riguardanti l'Associazione Calcio Riunite Messina nelle competizioni ufficiali della stagione 1984-1985.

## Rosa
| N. |                   | Ruolo | Calciatore           |
| -- | ----------------- | ----- | -------------------- |
|    | Italia (bandiera) | P     | Vincenzo Di Palma    |
|    | Italia (bandiera) | P     | Francesco Anellino   |
|    | Italia (bandiera) | D     | Antonio Bellopede    |
|    | Italia (bandiera) | D     | Carmelo Mancuso      |
|    | Italia (bandiera) | D     | Nicola Napoli        |
|    | Italia (bandiera) | D     | Paolo Ranocchi       |
|    | Italia (bandiera) | D     | Romolo Rossi         |
|    | Italia (bandiera) | D     | Pierantonio Tortelli |
|    | Italia (bandiera) | D     | Tonino Lorenzini     |
|    | Italia (bandiera) | C     | Raffaele Arzeni      |
|    | Italia (bandiera) | C     | Giuseppe Catalano    |
|    | Italia (bandiera) | C     | Carlo Della Volpe    |

| N. |                   | Ruolo | Calciatore          |
| -- | ----------------- | ----- | ------------------- |
|    | Italia (bandiera) | C     | Massimo Falconi     |
|    | Italia (bandiera) | C     | Giorgio Repetto     |
|    | Italia (bandiera) | C     | Enrico Venditelli   |
|    | Italia (bandiera) | C     | Marco Peraio        |
|    | Italia (bandiera) | A     | Angelo Mariano      |
|    | Italia (bandiera) | A     | Franco Caccia       |
|    | Italia (bandiera) | A     | Alberto Diodicibus  |
|    | Italia (bandiera) | A     | Salvatore Schillaci |
|    | Italia (bandiera) | A     | Agostino Spica      |
|    | Italia (bandiera) | A     | Carmelo Torre       |
|    | Italia (bandiera) | A     | Danilo Piermarini   |

## Risultati

### Serie C1

#### Girone di andata
| 23 settembre 1984 1ª giornata | Ternana | 1 – 0 | Messina |  |

| 30 settembre 1984 2ª giornata | Messina | 1 – 1 | Benevento |  |

| 7 ottobre 1984 3ª giornata | Nocerina | 0 – 2 | Messina |  |

| 14 ottobre 1984 4ª giornata | Francavilla | 5 – 0 | Messina |  |

| 21 ottobre 1984 5ª giornata | Messina | 1 – 0 | Cavese |  |

| 28 ottobre 1984 6ª giornata | Casarano | 0 – 0 | Messina |  |

| 4 novembre 1984 7ª giornata | Messina | 3 – 0 | Foggia |  |

| 11 novembre 1984 8ª giornata | Salernitana | 0 – 0 | Messina |  |

| 18 novembre 1984 9ª giornata | Messina | 1 – 0 | Reggina |  |

| 25 novembre 1984 10ª giornata | Cosenza | 2 – 2 | Messina |  |

| 2 dicembre 1984 11ª giornata | Messina | 1 – 0 | Catanzaro |  |

| 9 dicembre 1984 12ª giornata | Monopoli | 1 – 1 | Messina |  |

| 16 dicembre 1984 13ª giornata | Messina | 2 – 1 | Palermo |  |

| 23 dicembre 1984 14ª giornata | Akragas | 0 – 0 | Messina |  |

| 6 gennaio 1985 15ª giornata | Messina | 2 – 1 | Casertana |  |

| 13 gennaio 1985 16ª giornata | Campania | 1 – 1 | Messina |  |

| 20 gennaio 1985 17ª giornata | Messina | 1 – 1 | Barletta |  |

#### Girone di ritorno
| 3 febbraio 1985 18ª giornata | Messina | 0 – 0 | Ternana |  |

| 10 febbraio 1985 19ª giornata | Benevento | 2 – 0 | Messina |  |

| 17 febbraio 1985 20ª giornata | Messina | 3 – 0 | Nocerina |  |

| 24 febbraio 1985 21ª giornata | Messina | 1 – 0 | Francavilla |  |

| 3 marzo 1985 22ª giornata | Cavese | 1 – 1 | Messina |  |

| 10 marzo 1985 23ª giornata | Messina | 1 – 0 | Casarano |  |

| 17 marzo 1985 24ª giornata | Foggia | 0 – 0 | Messina |  |

| 24 marzo 1985 25ª giornata | Messina | 1 – 0 | Salernitana |  |

| 6 aprile 1985 26ª giornata | Reggina | 2 – 1 | Messina |  |

| 14 aprile 1985 27ª giornata | Messina | 1 – 0 | Cosenza |  |

| 21 aprile 1985 28ª giornata | Catanzaro | 4 – 2 | Messina |  |

| 5 maggio 1985 29ª giornata | Messina | 3 – 2 | Monopoli |  |

| 12 maggio 1985 30ª giornata | Palermo | 1 – 0 | Messina |  |

| 19 maggio 1985 31ª giornata | Messina | 2 – 0 | Akragas |  |

| 26 maggio 1985 32ª giornata | Casertana | 0 – 0 | Messina |  |

| 2 giugno 1985 33ª giornata | Messina | 2 – 0 | Campania |  |

| 9 giugno 1985 34ª giornata | Barletta | 2 – 0 | Messina |  |